# Piea
Piea, (Pièja en piemontès) és un municipi situat al territori de la província d'Asti, a la regió del Piemont (Itàlia).
Limita amb els municipis de Cortanze, Cunico, Montafia, Piovà Massaia, Soglio i Viale.
Les frazione de Primparino, San Grato, Vallia i Vallunga pertanyen al municipi.